# Znaki życia
Znaki życia (niem. Lebenszeichen) – pierwszy film fabularny Wernera Herzoga, wyprodukowany przez Werner Herzog Filmproduktion za 25 tys. marek w 1968 roku. Herzog oparł fabułę na opowiadaniu zatytułowanym Der Tolle Invalide auf dem Fort Ratonneau, autorstwa Achima von Arnima.

## Opis fabuły
Reżyser opowiada historię niemieckiego żołnierza o imieniu Stroszek (Peter Brogle), który wegetuje w koszarowym miasteczku na greckiej wyspie Kos podczas II wojny światowej. Z otępienia nie potrafi wyrwać go ani spotkanie z młodą dziewczyną Norą (Athina Zacharopoulou), ani z pianistą (Florian Fricke, prawdziwy muzyk, lider grupy Popol Vuh, która stworzyła muzykę do wielu filmów Herzoga). Warunki klimatyczno-geograficzne nie sprzyjają poprawie stanu zdrowia Stroszka – ten popada w szaleństwo.

## Produkcja
Lokacje
Film został zrealizowany na greckiej wyspie Kos, w XIV w. fortecy zbudowanej przez Joannitów.
Obsada
W filmie pojawia się, w roli pianisty, Florian Fricke, lider zespołu Popol Vuh. Fricke wcieli się potem w podobnej roli w filmie Herzoga Zagadka Kaspara Hausera. W "Znakach życia" pojawia się także Wolfgang Reichmann (w roli żołnierza). Wystąpił on w 1979 r. w innym filmie Wernera Herzoga Woyzeck, także grając rolę wojskowego.
Ciekawostki
Dziadek Wernera, Rudolf Herzog, żył i pracował na wyspie Kos jako archeolog, co więcej – opublikował swego czasu książkę z tłumaczeniem ginącego greckiego dialektu. Reżyser nakręcił równocześnie ze Znakami życia krótkometrażowy film zatytułowany Ostatnie słowa, gdzie można usłyszeć ostatniego żyjącego człowieka posługującego się tym rodzajem języka.

## Nagrody
Werner Herzog zdobył za Znaki życia Srebrnego Niedźwiedzia w kategorii najlepszy debiut w 1968 roku, a także laur Carl Mayer Preis przyznany w 1964 roku, za najlepszy scenariusz.